# Экологический катализ
Экологический катализ — раздел науки о катализе, изучающий закономерности реакций каталитического превращения веществ, которые могут быть использованы для решения технологических вопросов охраны окружающей среды.
Экологический катализ представляет собой научное направление, связанное с практическим использованием катализа в целях охраны окружающей среды от загрязнений. Важнейшими составляющими процессов экологического катализа, направленными на защиту окружающей среды, являются принципиально безотходные технологии, а также методы очистки атмосферного воздуха, сточных вод и почвы от вредных загрязнений.
Процессы экологического катализа можно разделить на три группы.
К первой группе относятся процессы каталитической очистки газовых выбросов в атмосферу с целью защиты воздушного бассейна от загрязнений токсичными веществами.
Ко второй группе относятся процессы очистки сточных вод с целью защиты водного бассейна.
К третьей группе относятся процессы создания безотходных и малоотходных химических технологий.
Для большинства процессов первой и второй групп характерно превращение удаляемых токсичных веществ в безвредные соединения. Оптимальными являются процессы их превращения в ценные продукты. Наиболее радикальным решением технологических аспектов охраны окружающей среды является использование безотходных, экологически чистых технологий. В создании безотходных каталитических процессов большое значение имеет разработка и использование высокоселективных катализаторов, повышающих выходы целевых продуктов и уменьшающих отходы, а также полифункциональных катализаторов, позволяющих значительно упрощать и интенсифицировать промышленные технологии.
Проблемы, которые призван решать экологический катализ, принципиально отличаются от задач, стоящих перед техническим (продуцирующим) катализом. В соответствии с этим, в значительной степени различаются и процессы, используемые в этих областях. В техническом катализе применяются различные реакции как окислительно-восстановительного, так и кислотно-основного типа. В отличие от этого экологический катализ газофазных реакций использует, главным образом, ограниченный круг превращений токсичных веществ. Это в основном газообразные реакции: окисление кислородом, иногда озоном, реже — реакции восстановления и в гораздо меньшей степени — разложения. При этом используются такие превращения веществ, которые приводят к образованию безвредных или ценных продуктов.
Разработки в области экологического катализа часто осуществляются при использовании методов нетрадиционного катализа. Созданы нетрадиционные методы проведения гетерогенно-каталитических процессов, основанные на нагревании непосредственно катализатора, а не всего объема очищаемого газа.
Термин «экологический катализ» предложен в 1980 году член-корреспондентом НАН Украины В. М. Власенко. В 1981—2000 гг. в Институте физической химии им. Л. В. Писаржевского НАН Украины работал возглавляемый им отдел экологического катализа — первое на Украине и в мире научное подразделение с таким названием. В настоящее время термин является общепризнанным в мировой практике (environmental catalysis), как раздел химической науки.